# Rana kąsana
Rana kąsana (morsum s. morsufactum) - rana spowodowana ugryzieniem (ukąszeniem) przez zwierzę (najczęściej dzikie). Postać zewnętrzna rany jest często odwzorowaniem szczęki zwierzęcia (zespół ran kłutych) lub w niektórych przypadkach jest to rana szarpana.
W powyższym przypadku należy niezwłocznie upewnić się, czy dane zwierzę było szczepione przeciw wściekliźnie. Jeżeli nie było, lub nie ma na to całkowitej pewności, należy podać poszkodowanemu szczepionkę przeciwko wściekliźnie lub surowicę przeciwko wściekliźnie.

Przeczytaj ostrzeżenie dotyczące informacji medycznych i pokrewnych zamieszczonych w Wikipedii.